# Simon Kjær
Simon Kjær, född 26 mars 1989 i Horsens, Danmark, är en dansk före detta professionell fotbollsspelare (försvarare).

## Klubbkarriär
Kjær inledde sin professionella karriär i FC Midtjylland 2007 och blev samma år utsedd till Danmarks bästa U19-spelare av det danska fotbollsförbundet. I augusti 2007 var Real Madrid intresserade av att värva Kjær men klubbarna kunde inte komma överens om en övergång. I februari 2008 skrev Kjær på ett femårs-kontrakt med Palermo som skulle börja gälla i juli samma år. Övergången kostade enligt media Palermo 4 miljoner euro.
Kjær debuterade för Palermo den 26 oktober 2008 i en match mot Fiorentina i Serie A. Under debutsäsongen i Italien spelade Kjær 27 ligamatcher och gjorde 3 mål. År 2009 blev han utsedd till "årets talang" på Dansk Fodbold Award 2009. Sommaren 2010 skrev han på ett fyraårskontrakt med den tyska klubben VfL Wolfsburg.
Den 2 augusti 2017 värvades Kjær av Sevilla, där han skrev på ett fyraårskontrakt. Den 1 september 2019 lånades Kjær ut till Atalanta på ett låneavtal över säsongen 2019/2020. Den 13 januari 2020 lånades han istället ut till Milan på ett låneavtal över resten av säsongen 2019/2020. Den 15 juli 2020 blev Kjær klar för en permanent övergång till Milan, där han skrev på ett tvåårskontrakt. Den 27 oktober 2021 förlängde Kjær sitt kontrakt i klubben fram till juni 2024.
I januari 2025 meddelade Kjær att han avslutade sin fotbollskarriär.

## Landslagskarriär
Kjær debuterade i det danska landslaget den 6 juni 2009 i en VM-kvalmatch mot Sverige. Dessförinnan hade han representerat Danmark på U18-, U19-, U20- och U21-nivå. Han utsågs som ny lagkapten i danska landslaget sommaren 2016 efter att Daniel Agger hade slutat.
Vid Europamästerskapet i fotboll 2020 kollapsade Christian Eriksen med ett befarat hjärstopp under slutet av första halvlek. Senare kom Simon Kjær att hyllas för sin insats där han bland annat såg till att hans lagkamrat hade fria luftvägar och att Hjärt-lungräddning kom igång mycket snabbt. Under tiden som ett läkarteam hjälpte Christian Eriksen tröstade Simon Kjær Christian Eriksens fru som hade tagit sig ner till planen.